# Beat Gasser
Beat Gasser (* 21. Dezember 1892 in Lungern; † 2. Juli 1967 ebenda) war ein Schweizer Bildhauer und Holzschnitzer.

## Leben und Werk
Beat Gasser absolvierte eine Schreinerlehre. Anschliessend besuchte er die Kunstgewerbeschule Luzern. 1925/1926 war er in Rom ein Schüler von Sigmund Lipinsky und fand in Berührung mit den Künstlern des Quattrocentos seinen Stil. Später hielt sich Gasser in München auf.
Wieder in Lungern schuf Beat Gasser unablässig und oft an den Grenzen seiner Kräfte die eingehenden Aufträge ab. Dazu gehörten Kreuzwege u. a. für Leuggern und Klingnau, Kreuzigungsgruppen, Madonnen mit Kind, Weihnachtskrippen sowie Heiligenfiguren, vorzugsweise Bruder Klaus. Seine von ihm geschaffenen Holzgrabdenkmäler finden sich auf mehr als 350 schweizerischen Friedhöfen.
Zu seinen Schüler zählten Josef Gasser-Vogel (1903–1984), Fritz Linder-Gasser (1914–2011) und Albert Kaufmann.